# Rastaban
Rastaban (beta Draconis) is een heldere ster in het sterrenbeeld Draak (Draco).
De ster staat ook bekend als Alwaid, Asuia en Rastaben. De naam Rastaban wordt ook gebruikt voor de ster Etamin (gamma Draconis)

## NGC 6386
Een halve graad ten noordwesten van Rastaban is het sterrenstelsel NGC 6386 te vinden. Amateurastronomen kunnen Rastaban als gidsster aanwenden om op zoek te gaan naar dit sterrenstelsel.